# Болдырев, Сергей Николаевич
Сергей Николаевич Болдырев (20 августа 1910, Ялта, Таврическая губерния — 6 ноября 1978) — советский писатель. Член Союза писателей СССР.

## Биография
Начал учиться в Московском радиотехническом институте. Через год учёбы поступил ещё и в Литературный институт. Совмещал учёбу в двух вузах и работал. По окончании в 1940 году Литературного института поехал на строительство Новокузнецка. Затем работал на Крайнем Севере в Индигирке, сотрудничал в газете «Советская Колыма». После семи лет на Севере, в 1947 году, возвратился в Москву.
Занимался альпинизмом, мастер спорта СССР по туризму (1955), представлял общество «Буревестник». 30 лет руководил туристскими школами по подготовке инструкторов, в том числе на базе Московского городского клуба туристов.

Могила Болдырева

Похоронен на Кунцевском кладбище.